# Ъ
Ъ (صغير: ъ - كبير مائل: Ъ - صغير مائل: ъ) هو حرف في الأبجدية السيريلة، يسمى بالروسية: твёрдый знак، أي العلامة القوية أو علامة التفخيم، وهو بمثابة الشكلة، ووظيفته تفخيم/تشديد نطق الحرف الذي يسبقه. وهو يكتب ولا ينطق.